# Avricourt (Moselle)
Avricourt település Franciaországban, Moselle megyében. Lakosainak száma 578 fő (2022. január 1.). Avricourt Amenoncourt, Avricourt, Leintrey, Remoncourt, Foulcrey, Moussey és Réchicourt-le-Château községekkel határos.

## Népesség
A település népességének változása:
| Lakosok száma | 877  | 725  | 669  | 656  | 689  | 627  | 612  | 593  | 583  | 578  |
|               | 1968 | 1982 | 1990 | 2006 | 2013 | 2015 | 2017 | 2019 | 2020 | 2022 |